# Фантазёры (рассказ Носова)
«Фантазёры» («Мишутка и Стасик») — рассказ Николая Николаевича Носова. Впервые опубликован в журнале «Мурзилка» в 1940 году. В 1965 году по мотивам рассказа на киностудии имени М. Горького был снят одноимённый фильм «Фантазёры».

## Персонажи

### Главные
- Мишутка — мальчик, друг Стасика
- Стасик — мальчик, друг Мишки

### Второстепенные
- Игорь — старший брат Ирины
- Иринка — маленькая соседка Мишутки и Стасика

## Сюжет
Существует две версии рассказа. В первом издании рассказа два друга — Мишутка и Стасик — сидят на скамейке в саду и рассказывают друг другу небылицы о себе, соревнуясь кто лучше и необычнее придумает. В конце концов у них заканчивается фантазия и они, решив, что «нехорошо врать», идут домой.
В последующих изданиях концовка у рассказа была изменена. К ребятам на лавочку подсаживается соседский мальчик Игорь, который, послушав небылицы друзей говорит им, что врать они не умеют, а он мастер выдумывать.

— Я мастер, да не такой, как вы. Вот вы все врете, да без толку, а я вчера соврал, мне от этого польза… Вчера вечером мама и папа ушли, а мы с Ирой остались дома. Ира легла спать, а я залез в буфет и съел полбанки варенья. Потом думаю: как бы мне не попало. Взял Ирке губы вареньем намазал. Мама пришла: «Кто варенье съел?» Я говорю: «Ира». Мама посмотрела, а у неё все губы в варенье. Сегодня утром ей от мамы досталось, а мне мама ещё варенья дала.
Друзья прогоняют Игоря. Затем, возвращаясь домой покупают одну порцию мороженого и решают разделить её дома на двоих. В подъезде они встречают заплаканную Иру, наказанную за съеденное Игорем варенье. Каждый из мальчиков предлагает ей свою половину порции мороженого, а Ирочка перестаёт плакать и предлагает разделить его поровну на троих. В конце рассказа они вместе едят мороженое. Ребята рассказывают весёлые небылицы, а Ирочка смеётся.

## Издания
- Мишутка и Стасик. / Николай Носов // «Мурзилка», № 4, 1940. С. 12-13.
- Фантазёры [Текст] : рассказ : [для младшего школьного возраста] / Николай Носов; ил. И. М. Семёнова. — Москва : Махаон : Изд. И. П. Носова, 2014.
- Фантазёры [Текст] : рассказы : [для среднего школьного возраста : 0+] / Николай Носов. — Москва : Махаон : Изд. И. П. Носова, 2017. — 332 с. : ил.; 21 см. — (Серия «Библиотека любимых писателей. Николай Носов»).; ISBN 978-5-389-12530-8

## Производные произведения
В 1965 году по мотивам рассказа на киностудии имени М. Горького был снят одноимённый фильм «Фантазёры».
Рассказ был озвучен и неоднократно публиковался на пластинках «Школьных фонохрестоматий». Рассказ озвучивали Лев Дуров, Зинаида Бокарёва и др.